# Śpiesz się powoli (szybowiec)
Śpiesz się powoli – polski szybowiec amatorski zbudowany w dwudziestoleciu międzywojennym. Zajął drugie miejsce w II Wszechpolskim Konkursie Szybowcowym.

## Historia
Jerzy Czechowski z Morskiego Dywizjonu Lotniczego w Pucku w warsztatach dywizjonu skonstruował szybowiec przeznaczony do udziału w II Wszechpolskim Konkursie Szybowcowym. Szybowiec został przetransportowany na Oksywie koło Gdyni, gdzie z numerem 11 wziął udział w konkursie. 
Loty wykonywał na nim ppor. Adolf Stempkowski, szybowiec został uszkodzony podczas zawodów. Za uzyskane wyniki pilot zdobył trzy drugie nagrody (kryształowy puchar od firmy Winkelhausen oraz dwie nagrody pieniężne w wysokości 1500 zł) za czas lotu (48 sekund), za wysokość ponad miejsce startu (19 metrów) oraz za łączny czas lotów (7 minut 6 sekund w 13 lotach). Jerzy Czechowski, jako konstruktora szybowca, otrzymał nagrody finansowe w wysokości 2200 złotych ufundowane przez LOPP miasta Suwałki, starostwo puckie i Komitet Wojewódzki LOPP Poznań oraz puchar Tarkowskiego.

## Konstrukcja
Jednomiejscowy szybowiec w układzie górnopłata.
Kadłub podłużnicowy, zbudowany z dwóch krat usztywnionych wewnętrznie naciągami linkowymi. Miejsce pilota wyposażone w siodełko, drążek sterowy i orczyk.
Płat dwudźwigarowy o obrysie prostokątnym, kryty w całości płótnem. 
Usterzenie poziome umieszczone pomiędzy kratami ogonowymi. Statecznik pionowy podwójny. Napęd sterów linkowy.
Podwozie główne złożone z dwóch równoległych płóz oraz płozy ogonowej.